# Záchlumí u Stříbra

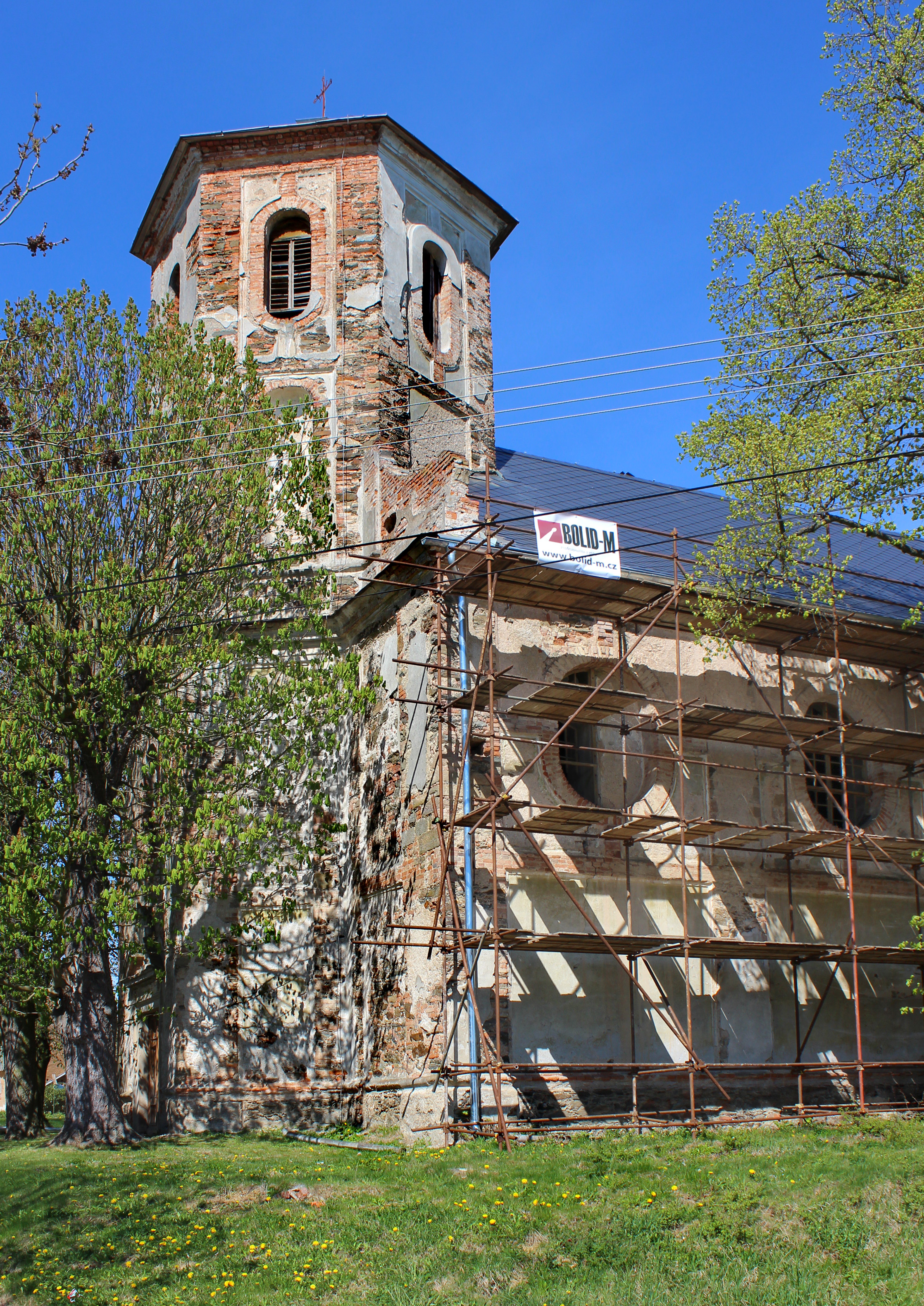
Kirche Mariä Wiegenfest

Záchlumí (deutsch Eisenhüttel oder Eisenhüttl) ist eine Gemeinde mit 450 Einwohnern (Stand: 1. Januar 2023)  in Tschechien. Sie liegt 6 km nordwestlich von Stříbro an der Quelle des Petrský potok, eines Nebenflusses der Mies. Das in einer Höhe von 497 m ü. M. am Westhang des Stelka (545 m) befindliche Dorf gehört dem Okres Tachov an.

## Geschichte
Die erste Erwähnung des Ortes stammt aus dem Jahre 1359. Der Ort befand sich im Mittelalter im Besitz von Bürgern bzw. der Stadtgemeinde von Mies. Im 18. Jahrhundert wurde er Teil der Herrschaft Weseritz. Der Pfarrort war Gosolup, die örtliche Geburt-Mariä-Kirche war eine Filialkirche. Zwischen 1890 und 1923 gehörte Eisenhüttel zu Wikau (Víchov).
Nach dem Münchner Abkommen wurde der Ort dem Deutschen Reich zugeschlagen und gehörte bis 1945 zum Landkreis Mies. 1939 lebten in dem Ort 220 Menschen.
Zum 1. Januar 1980 wurde Záchlumí nach Stříbro eingemeindet. Seit 24. November 1990 ist es wieder eine eigenständige Gemeinde.
Im Ort ist die V.O.N INTERNATIONAL s.r.o ansässig, die Verpackungen für Süßwaren herstellt.

## Sehenswürdigkeiten
Die barocke Kirche der Geburt der Jungfrau Maria war ursprünglich ein gotisches Bauwerk und wurde zwischen 1699 und 1701 umgebaut. 1838 erhielt sie den sechseckigen Zwiebelturm. Heute ist das Bauwerk sehr verfallen und die Ausstattung wurde demoliert.